# Eudistoma tarponense
Eudistoma tarponense är en sjöpungsart som beskrevs av Van Name 1945. Eudistoma tarponense ingår i släktet Eudistoma och familjen Polycitoridae. Inga underarter finns listade i Catalogue of Life.